# Kevin Durant
Kevin Wayne Durant (* 29. September 1988 in Washington, D.C.) ist ein US-amerikanischer Basketballspieler, der seit Juni 2025 bei den Houston Rockets in der National Basketball Association (NBA) unter Vertrag steht. Der 14-malige NBA All-Star gilt als einer der besten Spieler seiner Generation.
Er wurde im NBA-Draft 2007 an zweiter Stelle von den Seattle SuperSonics ausgewählt, die 2008 nach Oklahoma umzogen und zu den Oklahoma City Thunder wurden. Nach neun Saisons unterschrieb Durant 2016 einen Vertrag bei den Golden State Warriors und gewann in den Jahren 2017 und 2018 aufeinanderfolgende NBA-Meisterschaften. Mit der Nationalmannschaft gewann er vier Mal Gold bei den Olympischen Spielen, womit er Rekordsieger bei den Herren ist.
Durant kam als Small Forward / Shooting Guard in die NBA, wird aufgrund seiner Größe aber häufig auch als Power Forward eingesetzt. Er zeichnet sich unter anderem durch seine starke Ballbehandlung bei einer Körpergröße von 2,11 Metern aus.

## Schul- und Collegezeit

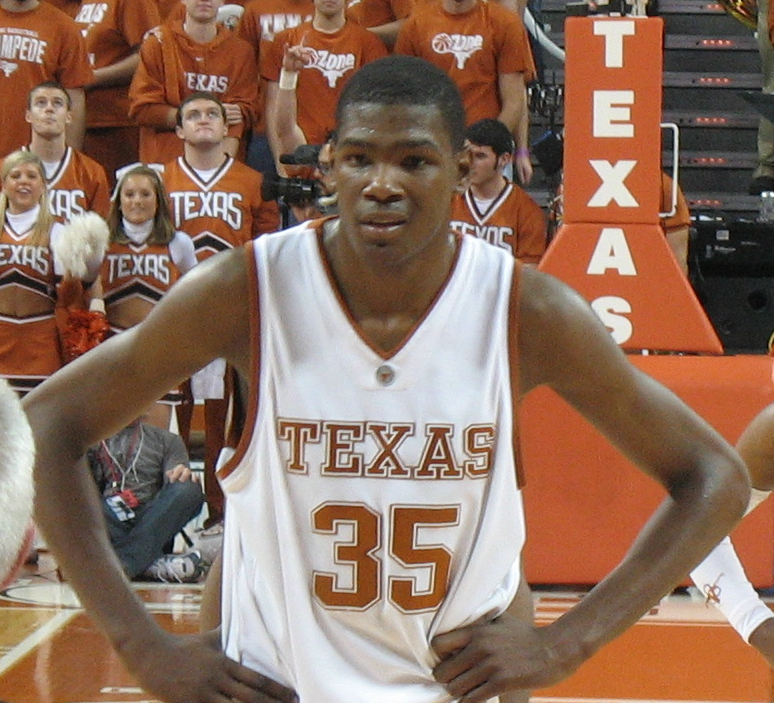
Durant als Collegespieler, 2007

Kevin Durant gehörte als Schüler zunächst der Mannschaft der National Christian Academy in Fort Washington (Bundesstaat Maryland), dann der Oak Hill Academy in Mouth of Wilson (Bundesstaat Virginia), dann der Montrose Christian School in Rockville (Bundesstaat Maryland) an. Bei Montrose erzielte er in seinem Senior-Jahr im Durchschnitt 23,6 Punkte und 10,2 Rebounds je Begegnung. 2006 wechselte er an die University of Texas, für die er in der Saison 2006/07 spielte und dabei durchschnittlich 25,8 Punkte und 11,1 Rebounds pro Spiel erzielte. In der Endrunde der Big-12-Conference erreichte er mit seiner Mannschaft das Finale. Am Ende der Saison wurde Kevin Durant als erster Freshman und Spieler der University of Texas überhaupt zum Collegespieler des Jahres gewählt.

## NBA
Greg Oden und Kevin Durant galten im Vorfeld des Draftverfahrens der NBA im Jahr 2007 als die beiden Anwärter auf den ersten Platz. Die Portland Trail Blazers, die den ersten Pick hatten, entschieden sich für Oden, Durant landete bei den Seattle SuperSonics.

### Die erste Saison
Durant begann sein Premierenspieljahr in der NBA am 31. Oktober 2007 mit einem Spiel gegen die Denver Nuggets, in dem er 18 Punkte, 5 Rebounds und 3 Steals für sich verbuchen konnte. Im letzten Spiel der Saison konnte er noch einmal eine neue Karrierebestleistung verzeichnen, als er 42 Punkte gegen die Golden State Warriors erzielte. In seiner Rookie-Saison 2007/08 gelangen ihm durchschnittlich 20,3 Punkte und 4,3 Rebounds. Er wurde daraufhin am Ende der Saison zum Rookie of the Year gewählt. Damit führte er das NBA All-Rookie First Team jenes Jahres an.

### 2008/09
2008 zog das Team von Seattle nach Oklahoma City um und nannte sich daraufhin Oklahoma City Thunder. Bei der NBA Rookie Challenge anlässlich des NBA All-Star Game 2009 in Phoenix erzielte Durant 46 Punkte und stellte damit einen neuen Punkterekord für diesen Wettbewerb auf. Er wurde zum besten Spieler (MVP) der Rookie Challenge gewählt.

### 2009/10
In der Saison 2009/10 schaffte Durant den Schritt zum Superstar und erzielte durchschnittlich 30,1 Punkte und 7,6 Rebounds. Kein anderer Spieler in der vorherigen Ligageschichte hatte die NBA in einem jüngeren Alter (21 Jahre) als bester Korbjäger angeführt. Am 17. Februar 2009 konnte er in einem Spiel gegen die New Orleans Hornets eine neue Karrierebestleistung von 47 Punkten aufstellen.
In dieser Saison wurde er außerdem erstmals für das NBA All-Star Game nominiert sowie ins All-NBA First Team gewählt. Hinter dem Superstar LeBron James landete Durant bei der Wahl zum MVP der Saison 2009/10 auf dem zweiten Platz. Außerdem konnte er sich mit seiner Mannschaft nach 50 Siegen in 82 Spielen erstmals für die Play-offs qualifizieren, wo die Thunder gleich in der ersten Runde auf die als Favoriten geltenden Los Angeles Lakers trafen. In seinem Play-off-Debüt erzielte Durant 24 Punkte, musste sich jedoch den Kaliforniern um Kobe Bryant geschlagen geben. Im zweiten Spiel verlor man trotz 32 Punkten von Durant ebenfalls. Erst im dritten Spiel der Serie konnten die Oklahoma City Thunder einen Sieg verbuchen, nicht zuletzt dank 29 Punkten und 19 Rebounds von Durant. Das vierte Spiel ging ebenfalls an das Team aus Oklahoma City, die letzten beiden Spiele der Serie gewann jedoch Los Angeles.

### 2010–2016

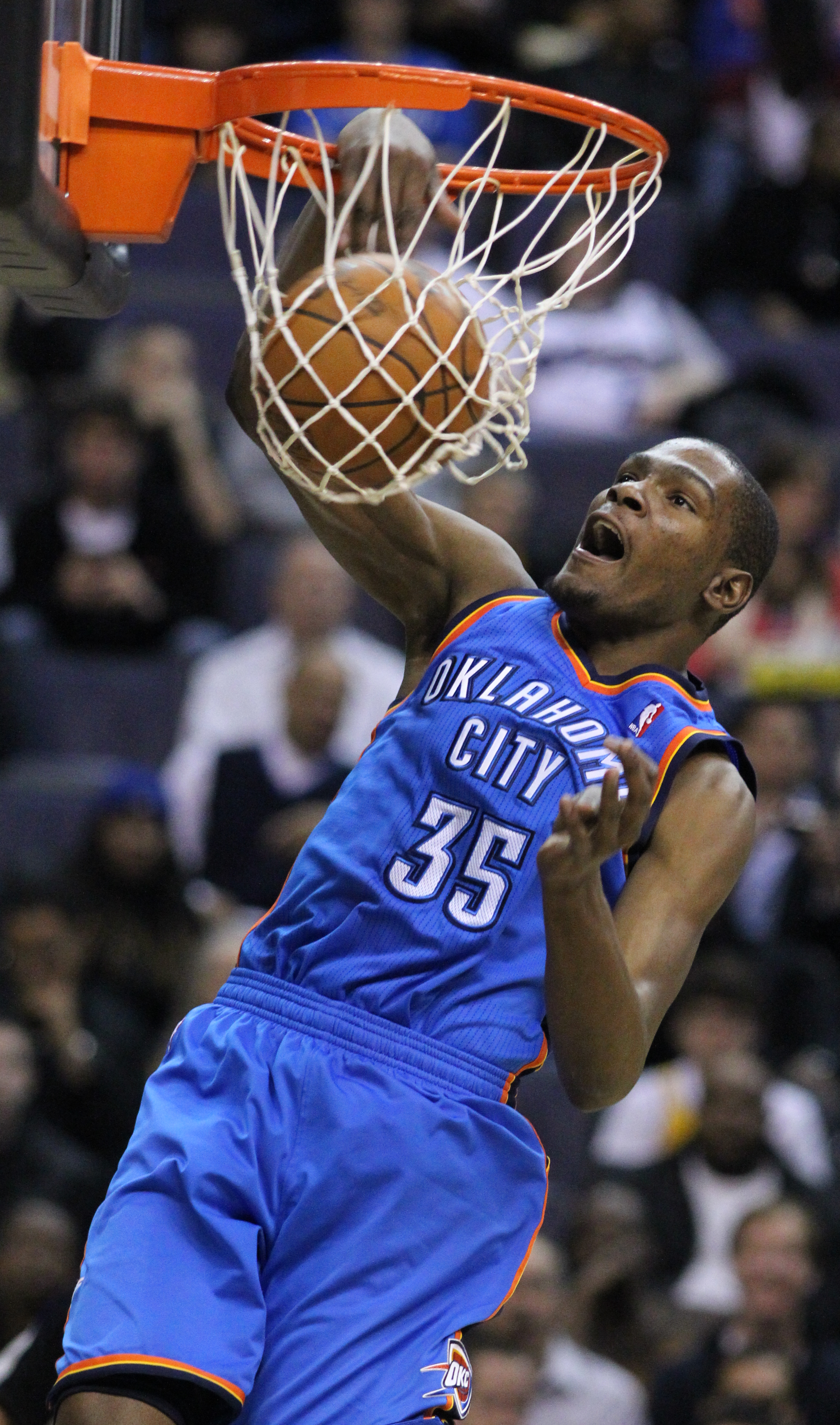
Durant bei den Oklahoma City Thunder, 2011

Im Juli 2010 verkündete Durant, dass er seinen Vertrag mit den Oklahoma City Thunder für insgesamt 86 Millionen Dollar um fünf Jahre verlängert hat. Am 26. Januar 2011 stellte bei dem Sieg über die Minnesota Timberwolves seine Karrierebestleistung von 47 Punkten ein sowie eine neue Karrierebestleistung von 18 Rebounds auf. Am 19. Februar 2012 erzielte Durant erstmals in seiner Karriere über 50 Punkte und verbesserte seine Karrierebestleistung auf 51 Punkte in einem Spiel.
2011 wurde er erstmals als Starter für das NBA All-Star Game gewählt. Außerdem beendete Durant zum zweiten Mal in Folge die Saison mit dem höchsten Punkteschnitt aller NBA-Spieler.
Beim NBA All-Star Game 2012 in Orlando wurde er mit 36 Punkten und 7 Rebounds zum wertvollsten Spieler gewählt. Zum dritten Mal in Folge beendete er die Saison mit dem ligaweit höchsten Punkteschnitt.
Am 18. November 2012 gelang ihm gegen die Golden State Warriors sein erstes Triple-Double in der NBA mit 25 Punkten, 13 Rebounds und 10 Assists.
In der Saison 2013/14 kam Durant auf einen Schnitt von 32 Punkten pro Spiel und wurde damit zum vierten Mal bester NBA-Korbschütze. Zudem erzielte er in 41 Spielen in Folge mindestens 25 Punkte. Damit übertraf er die persönliche Bestmarke von Michael Jordan aus der Saison 1986/87, der 40 Spiele mit 25 Punkten oder mehr schaffte. Am 6. Mai 2014 wurde Durant zum wertvollsten Spieler (NBA Most Valuable Player) der Saison 2013/14 gewählt. Durant erzielte dabei einen Liga- und Karrierebestwert von 32,0 Punkten pro Spiel. In den Play-offs scheiterte er mit den Thunder im Conference-Finale an dem späteren Meister San Antonio Spurs.
Aufgrund einer Fußverletzung fiel Durant im ersten Monat der Saison 2014/15 aus. Er kehrte am 2. Dezember 2014 zurück und erzielte 27 Punkte gegen die New Orleans Pelicans. Dennoch verletzte er sich am 18. Dezember 2014 beim Spiel gegen die Golden State Warriors wieder. Er hatte zum Zeitpunkt seiner Verletzung 30 Punkte in 18 Minuten erzielt. Damit war er der erste Spieler in der NBA-Geschichte, der 30 Punkte in weniger als 20 Minuten erreichte. Dennoch fiel Durant für den Rest der Saison aus, so dass er nur 27 Spiele für die Thunder absolvieren konnte, in denen er im Schnitt 25,4 Punkte pro Spiel erzielte. Ohne Durant verpassten die Thunder zudem die Play-offs.
Im zweiten Spiel der ersten Play-off-Runde 2015–16 traf er gegen Dallas sieben seiner 33 Würfe aus dem Feld. Seit 1970 verfehlte nur ein Spieler mindestens 25 Würfe: Michael Jordan (9 von 35) 1997 gegen die Miami Heat. Die Serie gegen die Mavericks beendete Durant mit 26 Punkten pro Spiel. Das war die 14. in seiner Karriere und auch die 14., in der er mindestens 25 Punkte pro Spiel erreichte. Nur ein Spieler hatte einen längeren Lauf: Michael Jordan spielte insgesamt 37 Play-off-Serien und erreichte 37 Mal durchschnittlich 25 Punkte oder mehr.

### Golden State Warriors (2016–2019)

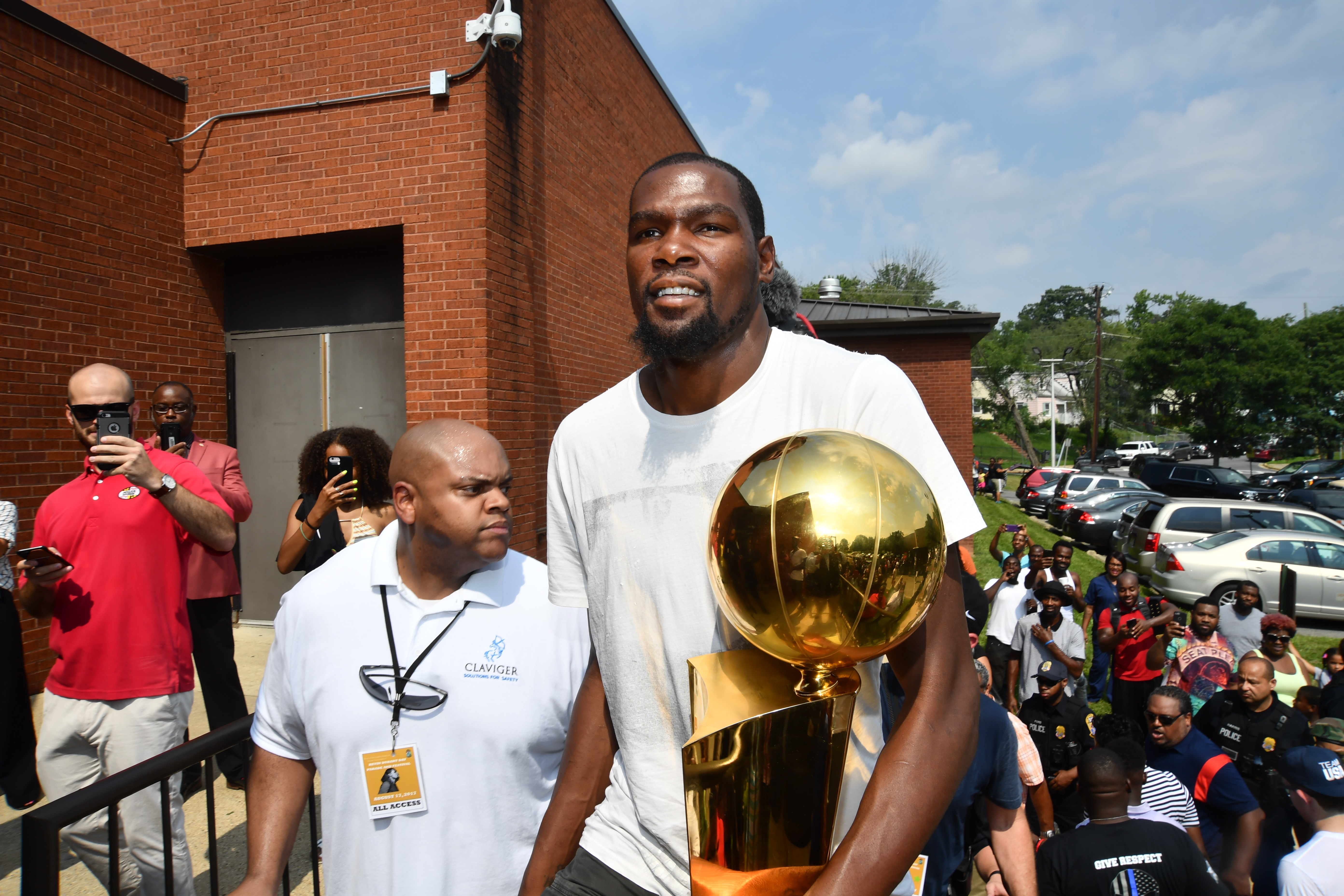
Kevin Durant mit der Larry O'Brien Championship Trophy

Im Sommer 2016 wurde Durant Free Agent. Er gab am 4. Juli 2016 bekannt, dass er die Thunder verlassen und sich dem Vizemeister, den Golden State Warriors, anschließen werde. Bei den Warriors erhielt Durant einen mit 54 Millionen US-Dollar dotierten Zweijahresvertrag. Durant spielte von da an neben den All-Stars Stephen Curry, Draymond Green und Klay Thompson. Durant erreichte mit den Warriors das NBA-Finale, wo man auf den Vorjahresmeister Cleveland Cavaliers traf. Die Warriors bezwangen die Cavaliers mit 4:1, womit Durant seinen ersten Meistertitel feierte. Durant wurde als bester Spieler (MVP) der Finalserie ausgezeichnet. Dies konnte er in der Folgesaison wiederholen, als die Warriors abermals Cleveland bezwangen. Im Frühling 2019 zog er sich im fünften Spiel der NBA-Finalserie einen Riss der rechten Achillessehne zu und musste sich einer Operation unterziehen.

### Brooklyn Nets (2019–2023)
Ende Juni 2019 gab Durant seinen Wechsel zu den Brooklyn Nets bekannt, die sich ebenfalls mit Kyrie Irving sowie DeAndre Jordan verstärkten. Gemäß Medienberichten hatte sich Durant mit Brooklyn auf einen Vierjahresvertrag und ein Gehalt von insgesamt 164 Millionen US-Dollar geeinigt. In der Folgezeit konnte er jedoch nicht an die Erfolge vor dem Wechsel anknüpfen. In der gesamten Season 2019/20 kam Durant aufgrund der Achillessehnenverletzung nicht zum Einsatz. Auch im Zusammenspiel mit NBA-All-Stars Kyrie Irving und James Harden konnten in der Spielzeit 2020/21 die hohen Erwartungen nicht gänzlich erfüllt werden, die Nets schieden in den Conference Semifinals gegen die Milwaukee Bucks mit 4:3 aus. Nach Karrierehöchstleistungen von ihm zum Ende der regulären Season 2021/22 (55 Punkte am 2. April 2022,16 Assists am 10. April 2022) schied Durant mit seinem Team bereits in der ersten Runde der darauf folgenden Play-offs aus.

### Phoenix Suns (seit 2023)
Nachdem direkt zuvor Kyrie Irving die Nets verlassen hatte, schloss sich Durant im Februar 2023 den Phoenix Suns an, um mit u. a. Devin Booker und Chris Paul ein Team zu bilden. In der regulären Saison 2022/23 erreichten die Suns den vierten Platz der Western Conference, schieden jedoch in der zweiten Runde der Play-offs gegen die Denver Nuggets mit 2:4 aus.

## Nationalmannschaft

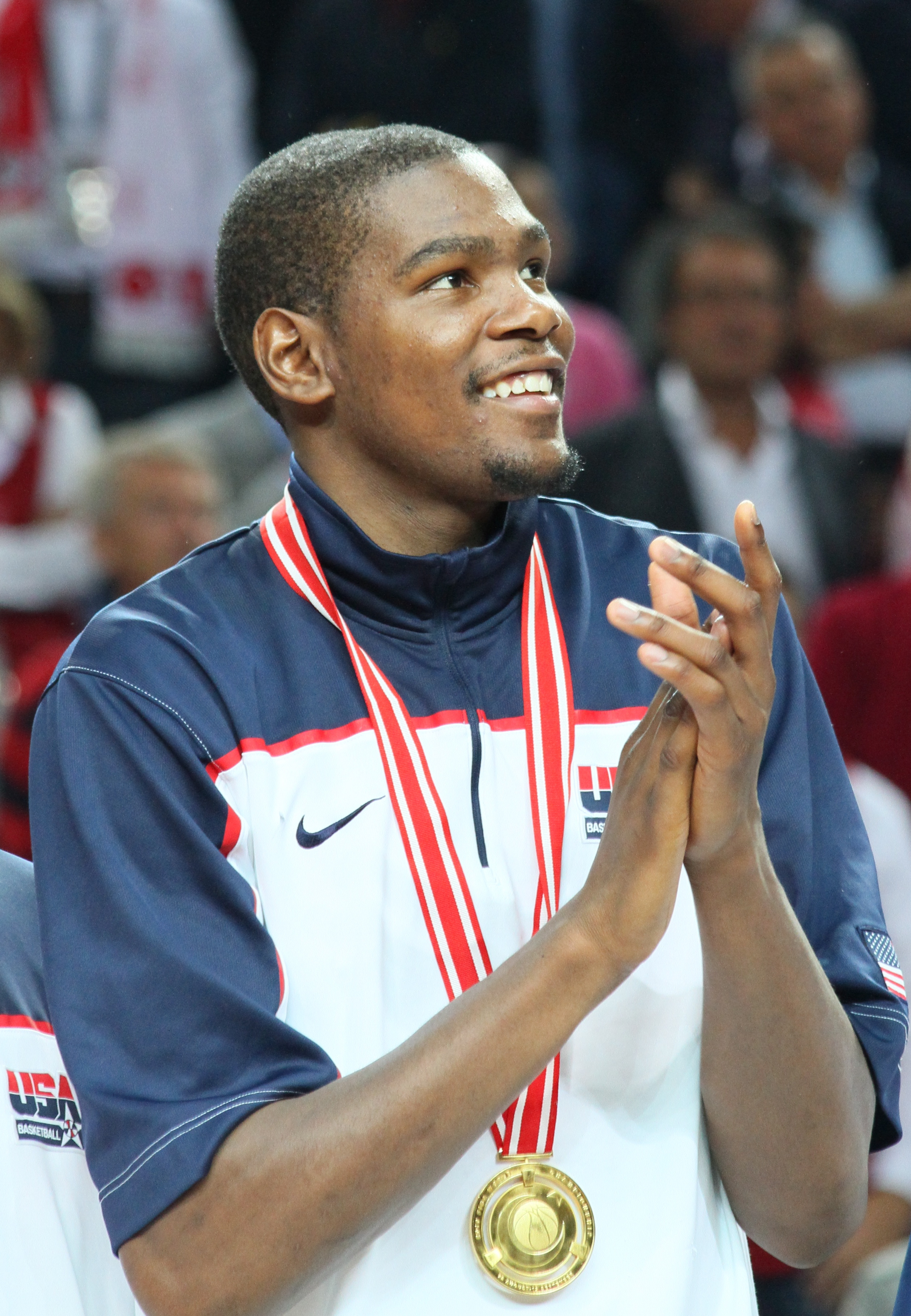
Durant bei der WM 2010

An der Weltmeisterschaft 2010 in der Türkei nahm Durant mit der US-amerikanischen Nationalmannschaft teil. Mit durchschnittlich 22,8 Punkten führte er das Team in das Endspiel gegen den Gastgeber Türkei, das mit 81:64 gewonnen werden konnte. Dies bedeutete den ersten WM-Titel für die USA seit 1994. Durant wurde später als wertvollster Spieler des Turniers ausgezeichnet. Bei der Halbfinal-Partie gegen Litauen stellte er einen Tag zuvor seinen WM-Bestwert von 38 Punkten auf. Bei den Olympischen Spielen 2012 gewann er mit dem Team USA ungeschlagen die Goldmedaille. Im Finalspiel gegen Spanien erzielte Durant 30 Punkte. Bei den Olympischen Spielen 2016 in Brasilien gewann er mit der amerikanischen Nationalmannschaft erneut die Goldmedaille. Durch seine Leistungen bei den Olympischen Spielen 2020 in Tokio, löste Kevin Durant Carmelo Anthony als olympischen Rekord-Scorer der US-Auswahl ab. Bei den Spielen in Olympischen Spielen 2024 in Paris gewann er sein viertes Gold, womit er Rekordgewinner bei den Herren ist.

## Sonstiges
Nach dem Beginn seiner Karriere in der NBA unterschrieb Durant einen mit 60 Millionen US-Dollar dotierten Werbevertrag über eine Laufzeit von sieben Jahren mit dem US-amerikanischen Sportartikelhersteller Nike. Neben einer Bekleidungskollektion wurde Durant mit einer eigenen Schuhlinie ausgestattet. Im September 2014 schloss er einen neuen Vertrag mit Nike mit einer Laufzeit über zehn Jahre, der ihm Einnahmen in Höhe von 350 Millionen US-Dollar bringt und ihn damit zu einem der bestverdienenden Sportler der Welt macht.
2013 verdiente Durant 35 Millionen US-Dollar und zählte damit zu den fünf bestbezahlten NBA-Spielern des Jahres.
Er war mit der WNBA-Spielerin Monica Wright verlobt, das Paar trennte sich 2014 jedoch wieder.
Im Juni 2020 gab Durant an, fünf Prozent am MLS-Franchise Philadelphia Union erworben zu haben. Dies machte ihn zum Anteilseigner und Miteigentümer.

## Spielweise
Durants Spielweise zeichnet sich durch seine Vielseitigkeit und seine Korbgefährlichkeit aus, welche sich unter anderem in seinen hohen Punktwerten ausdrückt. Die Mischung aus seiner Körpergröße (2,11 Meter) bei gleichzeitigem guten Ballgefühl sowie Beweglichkeit machen ihn zu einem Spieler, der auf mehreren Positionen einsetzbar und von der gegnerischen Verteidigung schwer in den Griff zu bekommen ist, was unter anderem auch an seinem guten Distanzwurf, aber auch an seiner Größe und seiner Dunkfähigkeit liegt. Als Jugendlicher fiel er durch hohen Trainingsfleiß auf, der sich auch darin ausdrückte, dass er sich Videos von Spielern wie Vince Carter, Tracy McGrady, Dirk Nowitzki, Kobe Bryant und LeBron James ansah, um deren Stärken zu analysieren und sich diese danach teils im Training ebenfalls anzueignen.

## Auszeichnungen und Rekorde
- 1 × NBA Most Valuable Player: 2014
- 2 × NBA-Meister: 2017, 2018
- 2 × NBA Finals MVP: 2017, 2018
- 6 × All-NBA First Team: 2010–2014, 2018
- 5 × All-NBA Second Team: 2016, 2017, 2019, 2022, 2023
- 15 × NBA All-Star: 2010–2019, 2021, 2022, 2023 (Starting Five-Verzicht wegen Verletzung), 2024, 2025
  - 2 × All-Star-Game MVP: 2012, 2019
  - 2 × NBA All-Star Team Captain: 2021, 2022
- Rookie of the Year: 2008
- NBA All-Rookie First Team: 2008
- NBA Community Assist Award: 2018
- 4 × Bester Korbschütze der Saison: 2010, 2011, 2012, 2014
- 5 × Meiste Punkte der Saison: 2010, 2011, 2012, 2013, 2014
- 1 × Bester Freiwurfschütze der Saison: 2013
- 5 × Meiste Freiwurfpunkte der Saison: 2010, 2011, 2012, 2013, 2014
- 4 × Olympische Goldmedaillen: 2012 in London, 2016 Rio de Janeiro, 2021 in Tokio, 2024 in Paris
- 2010 MVP der Weltmeisterschaft[43]
- Meiste Punkte bei einem Basketball-Weltmeisterschaftsspiel von einem US-Amerikaner: 38
- Meiste Punkte in einem Spiel der NBA Rookie Challenge: 46
- NBA All-Star Weekend Rookie Challenge MVP: 2009
- NBA All-Star Weekend H–O–R–S–E Game Sieger: 2009, 2010
- 41 Spiele in Folge in der NBA mindestens 25 Punkte erzielt
- Die Trikotnummer 35 wird von der University of Texas at Austin zu Durants Ehren in den Ruhestand versetzt
- NBA 75th Anniversary Team

## NBA-Statistiken

### Reguläre Saison
| Saison   | Team             | GP   | GS   | MPG  | FG % | 3P % | FT % | RPG | APG | SPG | BPG | PPG  |
| -------- | ---------------- | ---- | ---- | ---- | ---- | ---- | ---- | --- | --- | --- | --- | ---- |
| 2007–08  | Seattle          | 80   | 80   | 34.6 | .430 | .288 | .873 | 4.4 | 2.4 | 1.0 | 0.9 | 20.3 |
| 2008–09  | Oklahoma City    | 74   | 74   | 39.0 | .476 | .422 | .863 | 6.5 | 2.8 | 1.3 | 0.7 | 25.3 |
| 2009–10  | Oklahoma City    | 82   | 82   | 39.5 | .476 | .365 | .900 | 7.6 | 2.8 | 1.4 | 1.0 | 30.1 |
| 2010–11  | Oklahoma City    | 78   | 78   | 38.9 | .462 | .350 | .880 | 6.8 | 2.7 | 1.1 | 1.0 | 27.7 |
| 2011–12  | Oklahoma City    | 66   | 66   | 38.6 | .496 | .387 | .860 | 8.0 | 3.5 | 1.3 | 1.2 | 28.0 |
| 2012–13  | Oklahoma City    | 81   | 81   | 38.5 | .510 | .416 | .905 | 7.9 | 4.6 | 1.4 | 1.3 | 28.1 |
| 2013–14  | Oklahoma City    | 81   | 81   | 38.5 | .503 | .391 | .873 | 7.4 | 5.5 | 1.3 | 0.7 | 32.0 |
| 2014–15  | Oklahoma City    | 27   | 27   | 33.8 | .510 | .403 | .854 | 6.6 | 4.1 | 0.9 | 0.9 | 25.4 |
| 2015–16  | Oklahoma City    | 72   | 72   | 35.8 | .505 | .388 | .898 | 8.2 | 5.0 | 1.0 | 1.2 | 28.2 |
| 2016–17  | Golden State     | 62   | 62   | 33.4 | .537 | .375 | .875 | 8.3 | 4.8 | 1.1 | 1.6 | 25.1 |
| 2017–18  | Golden State     | 68   | 68   | 34.2 | .516 | .419 | .889 | 6.8 | 5.4 | 0.7 | 1.8 | 26.4 |
| 2018–19  | Golden State     | 78   | 78   | 34.6 | .521 | .353 | .885 | 6.4 | 5.9 | 0.7 | 1.1 | 26.0 |
| 2020–21  | Brooklyn         | 35   | 32   | 33.1 | .537 | .450 | .882 | 7.1 | 5.6 | 0.7 | 1.3 | 26.9 |
| 2021–22  | Brooklyn         | 55   | 55   | 37.2 | .518 | .383 | .910 | 7.4 | 6.4 | 0.9 | 0.9 | 29.9 |
| 2022–23  | Brooklyn/Phoenix | 47   | 47   | 35.6 | .560 | .404 | .919 | 6.7 | 5.0 | 0.7 | 1.4 | 29.1 |
| 2023–24  | Phoenix          | 75   | 75   | 37.2 | .523 | .413 | .856 | 6.6 | 5.0 | 0.9 | 1.2 | 27.1 |
| 2024–25  | Phoenix          | 62   | 62   | 36.5 | .527 | .430 | .839 | 6.0 | 4.2 | 0.8 | 1.2 | 26.6 |
| Gesamt   | Gesamt           | 1123 | 1120 | 36.7 | .502 | .390 | .882 | 7.0 | 4.4 | 1.0 | 1.1 | 27.2 |
| All-Star | All-Star         | 13   | 11   | 23.9 | .525 | .351 | .897 | 5.5 | 3.5 | 1.5 | 0.4 | 20.9 |

### Play-offs
| Saison  | Team          | GP  | GS  | MPG  | FG % | 3P % | FT % | RPG | APG | SPG | BPG | PPG  |
| ------- | ------------- | --- | --- | ---- | ---- | ---- | ---- | --- | --- | --- | --- | ---- |
| 2009–10 | Oklahoma City | 6   | 6   | 38.5 | .350 | .286 | .871 | 7.7 | 2.3 | 0.5 | 1.3 | 25.0 |
| 2010–11 | Oklahoma City | 17  | 17  | 42.5 | .449 | .339 | .838 | 8.2 | 2.8 | 0.9 | 1.1 | 28.6 |
| 2011–12 | Oklahoma City | 20  | 20  | 41.9 | .517 | .373 | .864 | 7.4 | 3.7 | 1.5 | 1.2 | 28.5 |
| 2012–13 | Oklahoma City | 11  | 11  | 44.1 | .455 | .314 | .830 | 9.0 | 6.3 | 1.3 | 1.1 | 30.8 |
| 2013–14 | Oklahoma City | 19  | 19  | 42.9 | .460 | .344 | .810 | 8.9 | 3.9 | 1.0 | 1.3 | 29.6 |
| 2015–16 | Oklahoma City | 18  | 18  | 40.3 | .430 | .282 | .890 | 7.1 | 3.3 | 1.0 | 1.0 | 28.4 |
| 2016–17 | Golden State  | 15  | 15  | 35.5 | .556 | .442 | .893 | 7.9 | 4.3 | 0.8 | 1.3 | 28.5 |
| 2017–18 | Golden State  | 21  | 21  | 38.4 | .487 | .341 | .901 | 7.8 | 4.7 | 0.7 | 1.2 | 29.0 |
| 2018–19 | Golden State  | 12  | 12  | 36.8 | .514 | .438 | .903 | 4.9 | 4.5 | 1.1 | 1.0 | 32.3 |
| 2020–21 | Brooklyn      | 12  | 12  | 40.4 | .514 | .402 | .871 | 9.3 | 4.4 | 1.5 | 1.6 | 34.3 |
| 2021–22 | Brooklyn      | 4   | 4   | 44.0 | .386 | .333 | .895 | 5.8 | 6.3 | 1.0 | 0.3 | 26.3 |
| 2022–23 | Phoenix       | 11  | 11  | 42.3 | .478 | .333 | .917 | 8.7 | 5.5 | 0.8 | 1.4 | 29.0 |
| 2023–24 | Phoenix       | 4   | 4   | 42.1 | .552 | .417 | .824 | 6.5 | 3.3 | 0.5 | 1.5 | 26.8 |
| Gesamt  | Gesamt        | 170 | 170 | 40.5 | .477 | .356 | .868 | 7.8 | 4.2 | 1.0 | 1.2 | 29.3 |

Quelle

## Filmografie (Auswahl)
- 2012: Thunderstruck (Thunderstruck)